# Pietracorbara (ruisseau)
Pour les articles homonymes, voir Pietracorbara (homonymie).
Le ruisseau de Pietracorbara est un cours d'eau du département Haute-Corse de la région Corse et un petit fleuve côtier qui se jette dans la mer Tyrrhénienne à l'est du cap Corse.

## Géographie
D'une longueur de 9,5 kilomètres, le ruisseau de Pietracorbara prend sa source sur la commune de Sisco à 980 mètres d'altitude, près de la Cime de Monte Prato (1 282 m).
Il coule d'abord du sud vers le nord pendant moins d'un kilomètre puis globalement de l'ouest vers l'est.

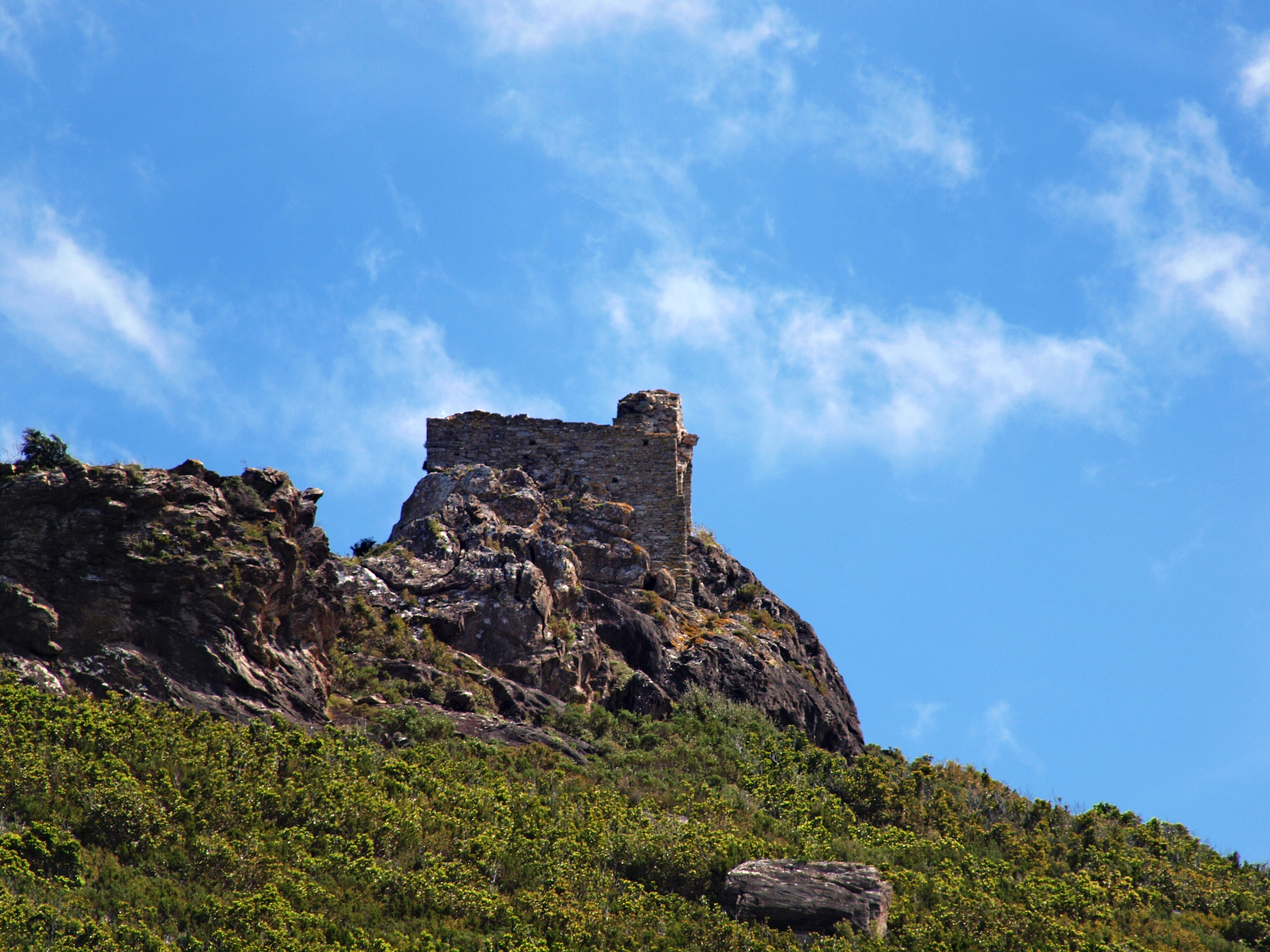
Tour de Castellare ou tour d'Ampuglia, plus souvent appelée tour de L'Aquila (XVIe siècle)

Il a son embouchure en Mer Tyrrhénienne sur la commune de Pietracorbara, à 0 mètres d'altitude, à 100 mètres au nord de la tour génoise ruinée de Castellare.
Les cours d'eau voisins sont le ruisseau de Sisco au sud et au nord le Luri

### Communes et cantons traversés

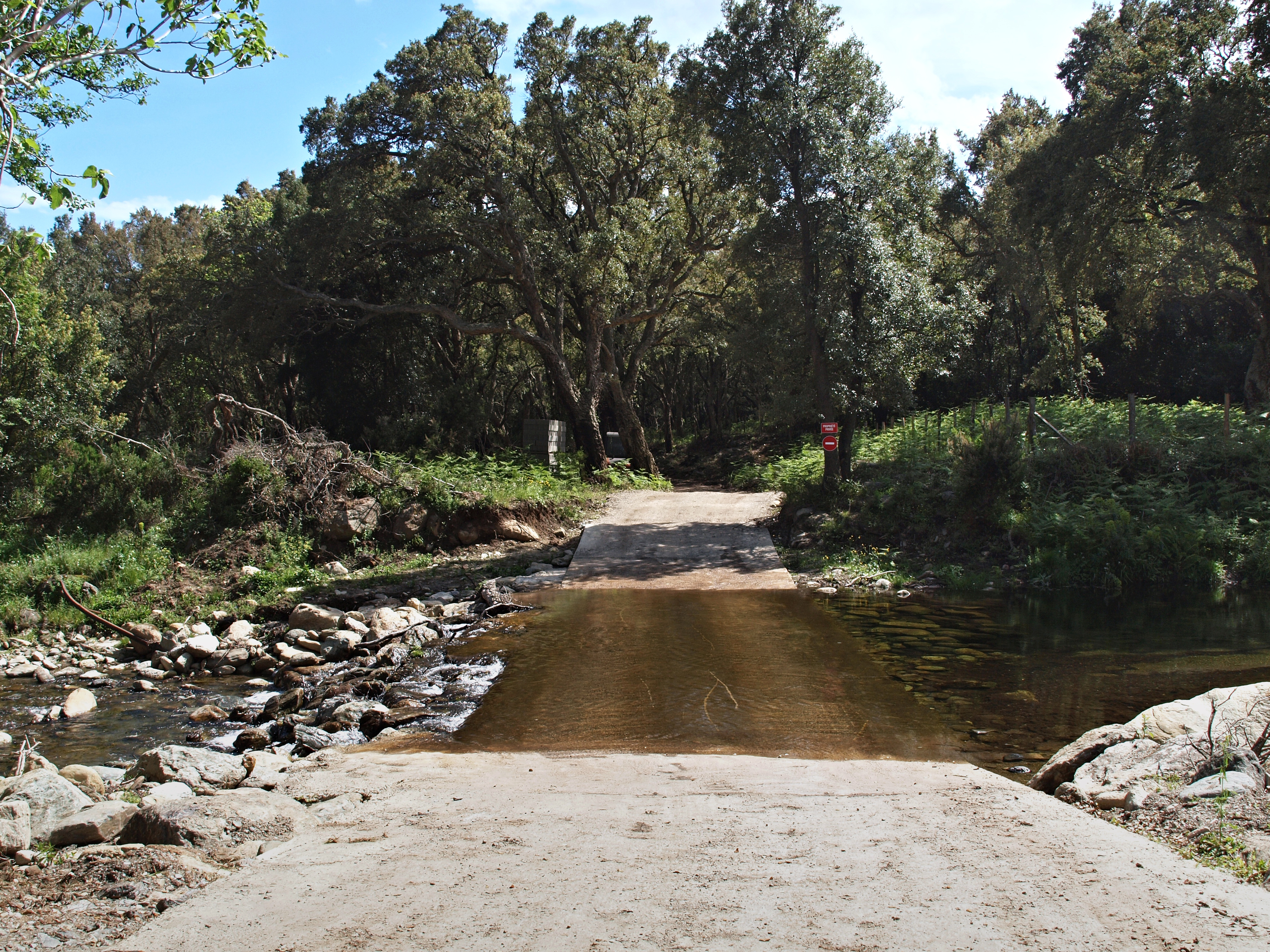
Gué sur le ruisseau de Pietracorbara à Quarciola

Dans le seul département de la Haute-Corse, le ruisseau de Pietracorbara traverse deux communes et un seul canton :
- dans le sens amont vers aval : (source) Sisco, Pietracorbara, (embouchure)[note 1].

Soit en termes de cantons, le ruisseau de Pietracorbara prend source et a son embouchure dans le même canton de Sagro-di-Santa-Giulia.

### Toponyme
Le ruisseau de Pietracorbara a donné son hydronyme à la commune de Pietracorbara (ou inversement).

### Bassin versant
La superficie du bassin versant « Côtiers du ruisseau de Poggiolo inclus au ruisseau de Pietracorbara inclus » (Y740) est de 88 km2. Le bassin versant du ruisseau correspond à environ le tiers nord et couvre pratiquement toute la commune de Pietracorbara 26 km2 soit 35 km2 environ.

### Organisme gestionnaire
L'organisme gestionnaire est le Comité de bassin de Corse, depuis la loi corse du 22 janvier 2002.

## Affluents

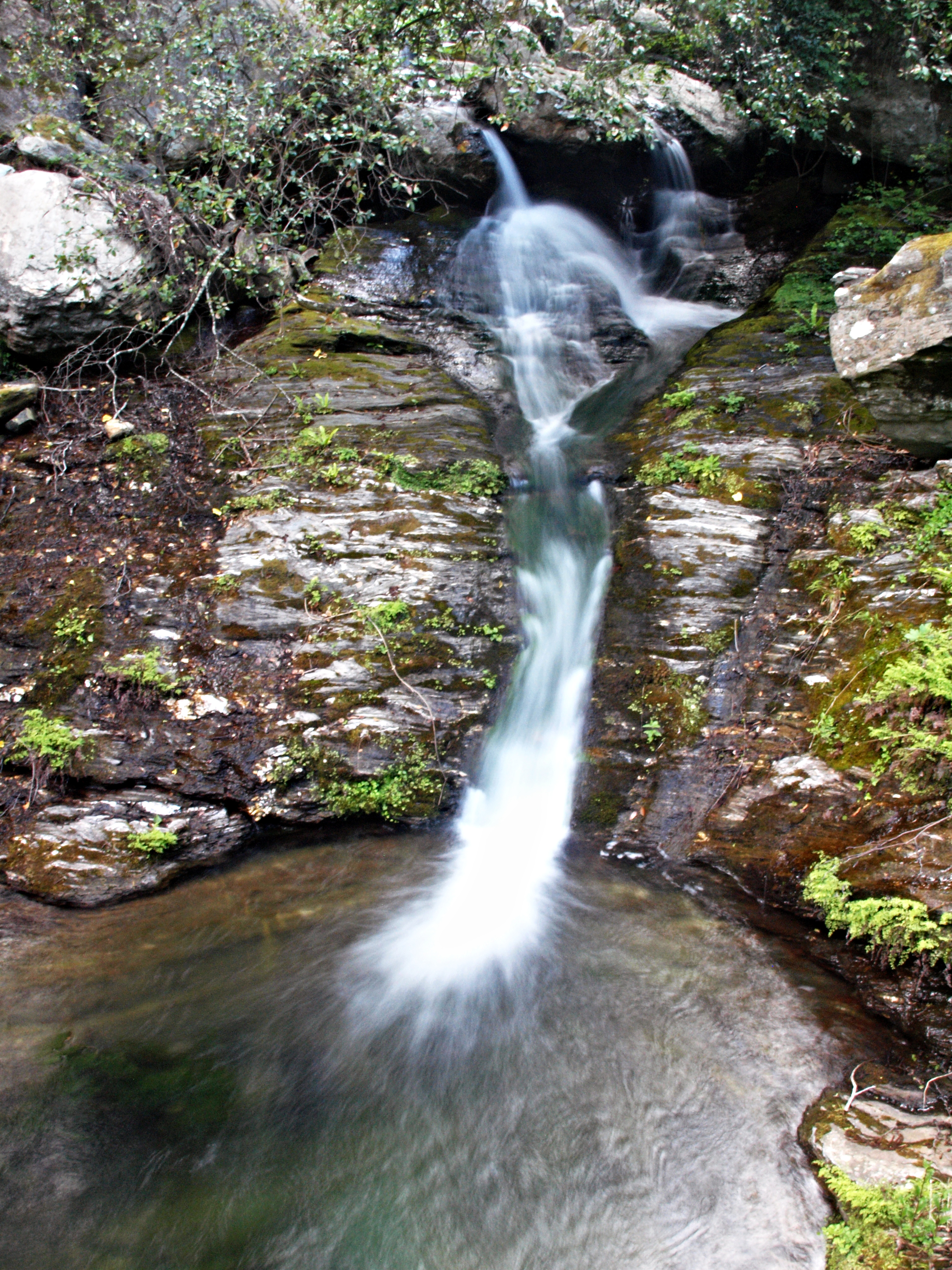
cascade du ruisseau d'Olmo à Pietracorbara

Le ruisseau de Pietracorbara a six affluents référencés :
- le ruisseau d'Acolaja (rd[note 2]) 1,2 km, sur la seule commune de Pietracorbara[note 3].
- le ruisseau d'Olmo (rg) 2,6 km, sur la seule commune de Pietracorbara avec un affluent :
  - le ruisseau de Muligna (rg) 1 km, sur la seule commune de Pietracorbara.
- le ruisseau de Piscine (rg) 1,7 km, sur la seule commune de Pietracorbara[note 4].
- le ruisseau de Stagnone (rd) 2,7 km, sur les deux commune de Sisco et Pietracorbara.
- le ruisseau du Fiore (rd) 3 km, sur les deux commune de Sisco et Pietracorbara avec un affluent :
  - le ruisseau de Faulu (rd) 1,4 km, sur les deux commune de Sisco et Pietracorbara.
- le ruisseau de Quarcetu ou ruisseau de Marcelaia en partie haute (rd) 2,8 km, sur les deux commune de Sisco et Pietracorbara.

### Rang de Strahler
Donc son rang de Strahler est de trois.

## Aménagements et écologie

### Tourisme

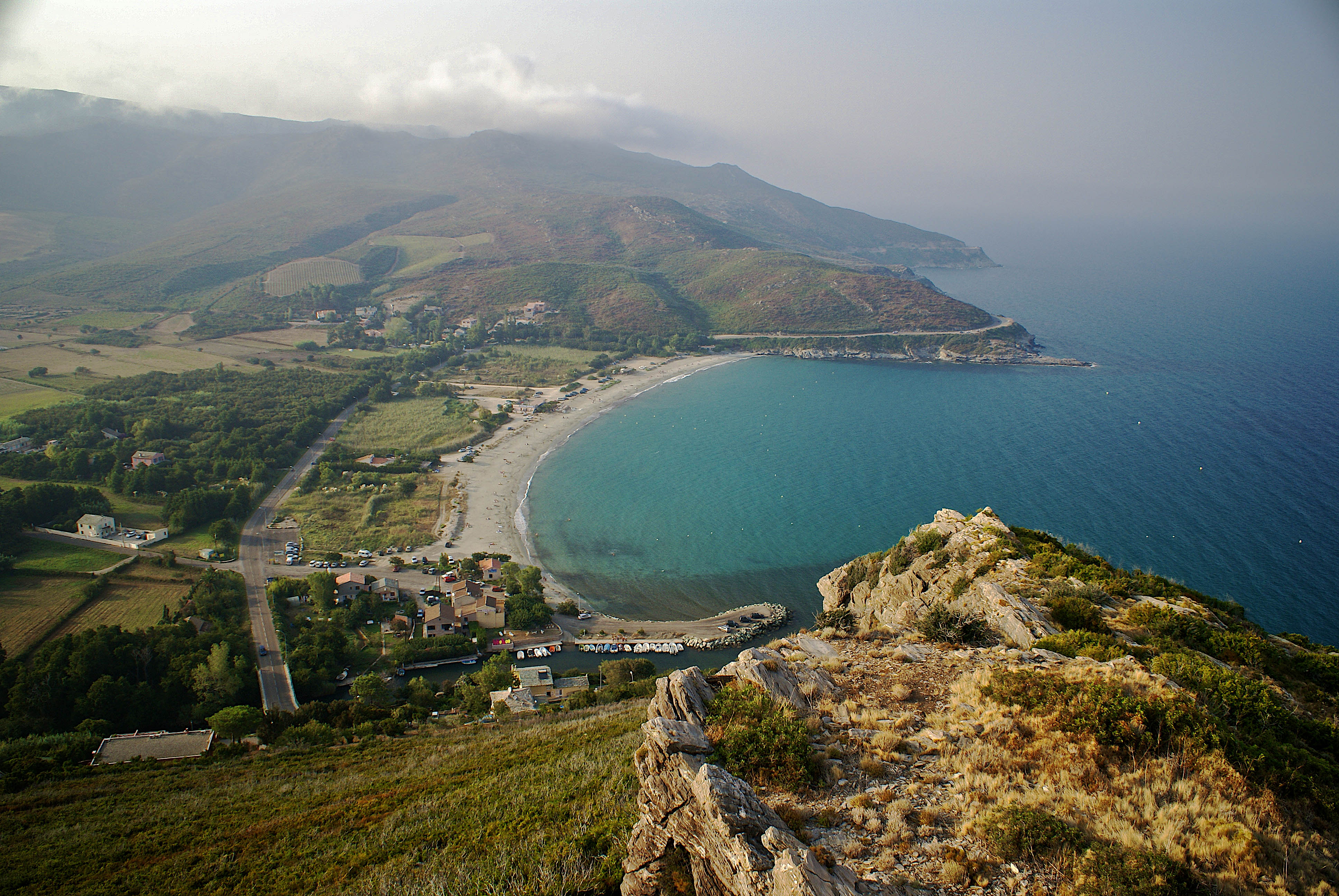
La marine de Pietracorbara au nord du ruisseau de Pietracorbara

Le ruisseau de Pietracorbara passe à 200 mètres au sud du hameau de l'Ornetu avec une tour génoise carrée au centre.